# Малое Белое (Курганская область)
Ма́лое Бе́лое — село в Юргамышском районе Курганской области. Входит в состав Кислянского сельсовета.

## История
До 1917 года в составе Кислянской волости Челябинского уезда Оренбургской губернии. По данным на 1926 год село Мало-Беловодское состояло из 226 хозяйств. В административном отношении являлось центром Малобеловодского сельсовета Юргамышского района Курганского округа Уральской области.

## Население
| 1989 | 2002 | 2010 |
| ---- | ---- | ---- |
| 485  | ↘421 | ↘356 |

По данным переписи 1926 года в селе проживало 959 человек (419 мужчин и 540 женщин), в том числе: русские составляли 100 % населения.